# Loch Shin
Loch Shin – jezioro w północnej Szkocji, w hrabstwie Highland, największe jezioro historycznego hrabstwa Sutherland.
Powierzchnia jeziora wynosi 32,93 km². Jezioro rozciąga się z północnego zachodu na południowy wschód na długości 27 km i liczy od 0,5 do 2 km szerokości. Lustro jeziora położone jest na wysokości 95 m n.p.m. Średnia głębokość wynosi 15,6 m, maksymalna – 49,4 m, a objętość – 513,8 mln m³.
Na południowym krańcu jeziora, w pobliżu miejscowości Lairg, wypływa z niego rzeka Shin. Nad odpływem tym od 1960 roku funkcjonuje elektrownia wodna.